# Любчанский замок
Любча́нский за́мок (бел. Любчанскі замак) — за́мок второй половины XVI века, от которого сохранились три башни в посёлке Любча Новогрудского района Гродненской области Белоруссии, на левом берегу реки Неман.

## История
Замок был построен в 1581 году, о чём свидетельствует обнаруженный в нём флюгер с выбитой датой «1581». Инициатором строительства замка стал владевший Любчей влиятельный магнат и вельможа Великого княжества Литовского Ян Кишка. Первоначально все строения замка, кроме одной каменной башни, защищавшей въезд, были деревянными. Территорию замкового комплекса, кроме земляных валов, с трёх сторон окружал ров, а с четвёртой — воды реки.
В конце XVI века новый владелец значительно перестроил замок: были возведены ещё три каменные башни и каменные внутренние постройки, что значительно повысило фортификационные характеристики крепости.
В середине XVII века хозяином Любчанского замка стал талантливый полководец, Великий гетман литовский Януш Радзивилл, в 1648—1651 годах отличившийся в войне с казаками Богдана Хмельницкого. Однако войска гетмана Ивана Золотаренко в 1655 году захватили и сожгли Любчанский замок, разрушив две башни, после чего он навсегда утратил своё значение и как военное укрепление, и как одна из резиденций Радзивиллов.
С тех пор замок неоднократно менял владельцев, пока в XIX веке остатки внутренних построек не были снесены, а на их месте, рядом с двумя сохранившимися башнями, был возведён двухэтажный дворец в стиле английской неоготики, частично разрушенный во время Первой мировой войны. В 1947—1949 годах с использованием фундаментов и фрагментов стен дворца построена средняя школа. К середине XX века от замка сохранились только две башни.
В 1964 году при школе, занимавшей здание дворца, был организован краеведческий музей, создание которого способствовало сохранению истории и оставшихся построек замка.
В 1983, 1984, 1986 годах на территории замка проводил археологические исследования Игорь Чернявский.
В 2003 году создан благотворительный фонд «Любчанский замок», который возглавил Иван Антонович Печинский. Стараниями профессорско-преподавательского состава и студентов Белорусского национального технического университета была осуществлена разработка проектной документации для проведения реставрационных работ в Любчанском замке.
В 2011 году восточный склон замчища раскапывала археолог Ирина Ганецкая; ею было найдено основание каменной стены, которая шла от надвратной к восточной башне в сторону местечка, а также обнаружены остатки старого крыльца, которое находилось между замковым флигелем и надвратной башней. В 2012 году Андрей Метельский изучал участок прясла стены между въездной и юго-восточной башнями. В июле 2014 года были проведены работы по выявлению местоположения северо-западной башни, стоявшей на обрывистом берегу Немана. Кроме фундамента башни был найден и вещевой материал. Это в основном кухонная посуда и печная плитка XVII—XIX веков, керамическая черепица, изредка встречается стеклянная посуда XVIII—XIX веков. Раскопками также планируется открыть остатки четвёртой — северо-западной башни и остатки внутризамковой застройки. По состоянию на конец августа 2024 продолжаются фасадные работы на возведённой Дозорной башне со стороны рва и реки. На стене между ней и Брамной башней устанавливается временная крыша.
По проекту, после строительства второй дамбы возле восточной (деревянной) башни замок будет обводнен — то есть рвы с трех сторон будут заполнены водой.

## Архитектура
Любчанский замковый комплекс размещён на левом берегу Немана на насыпном холме площадью около 0,7 га, который возвышается на 6-7 метров над поймой реки. В плане — прямоугольник размерами 64×87 м, имеющий четыре угловые башни. Дворец, который не сохранился, и крепостные стены толщиной 1,3 м создавали замкнутый внутренний двор. Территория с трёх сторон окружена рвом шириной около 30 м и глубиной 7-10 м, а с четвёртой — рекой. Такая замкнутая пространственная композиция была типичной для большинства дворцово-замковых ансамблей XVI—XVIII веков. Из четырёх башен замка сохранились две. Башни сложены из кирпича и валунов. По своему стилю замок находится на границе готики и ренессанса.

### Башни
Главная юго-западная башня, т.н. Надвратная, в плане кубическая (примерно 10×10 м), примерно на половине высоты переходит в восьмерик, завершённый ренессансным куполом с фонарём.
На стене, ориентированной в сторону двора, находились часы. Окна 2—3-го ярусов были приспособлены для пушечного боя, круглые бойницы вверху — для ружейного. Остальные этажи использовались как жилые и подсобные помещения. Перекрытие первого этажа — сводчатое, второго и третьего — балочное. В башне находились ворота и имелся подъёмный деревянный мост. В прошлом, только через неё можно было попасть во внутренний двор замка. Башню украшал флюгер с гербом Радзивиллов. По своей объёмно-пространственной композиции это сооружение похоже на башни Мирского, Новогрудского и Витебского замков.
Квадратная в плане (8,3×8,3 м) юго-восточная башня построена в XVII веке, имеет три яруса и накрыта шатровой крышей. На пером этаже имелись четыре бойницы для ружей, на втором — четыре пушечные, на третьем — 12 бойниц для ружей. Цокольный этаж башни в 1601 году занимала пивница с деревянными дверями на завесах и железной решёткой. Этаж, находившийся выше, тогда исполнял роль погреба и закрывался оббитыми железом дверями. Окна были закрыты железными решётками. Башню украшал флюгер с гербом Радзивиллов. В советские времена башня была заброшена и разрушалась; от неё остались только фундаменты. В настоящее время восстановлена.

### Дворец
В XIX веке на территории замка существовал каменный дворец с чертами неоготики. Дворец имел симметричную трёхчастную композицию, которую создавали прямоугольные в плане боковые одноэтажные накрытые двускатной крышей крылья (главный двухэтажный объём с вальмовой крышей). Фасады главного объёма были выделены ризалитами: северо-западным, завершавшимся фронтоном, юго-западным и центральным, который завершался парапетом. В местах раскреповки и на углах размещались башни, оформленные зубцами. Стены торцов боковых крыльев завершали ступенчатые фронтоны с прямоугольными проёмами. Прямоугольные окна дворца были украшены карнизами. в главном объёме размещались залы и жилые комнаты, планировка — коридорная, в боковых крыльях — хозяйственные помещения. Интерьеры залов и комнат имели богатую лепку, кафельные печи. Три лестницы,которые вели с первого на второй этаж, были украшены балясинами.

### Другие постройки
По периметру замкового двора размещались хозяйственные постройки. В восточной части крепостной стены была калитка, выходившая на второй мост. На участке от юго-восточной башни и до въездных ворот стоял «дом на подклети», три «больших постройки» и «дворец», где жили урядники, а рядом — замковая винокурня. За земляными укреплениями находятся два двухэтажных корпуса, возведенных на месте древних построек XVIII — 1-й половины XIX века.